# نشانه هیلدرث
نشانهٔ هیلدرث (انگلیسی: Hildreth's sign) یک تکنیک معاینه بالینی است که برای افتراق تومورهای گلوموس و همانژیوپریسیتوما از سایر توده‌هایی با ظاهر مشابه استفاده می‌شود و نخستین بار توسط «داگلاس اچ. هیلدرث» در سال ۱۹۷۰ توصیف شد.
پس از ارزیابی توده از نظر درد یا میزان حساسیت، از بیمار خواسته می‌شود تا اندام آسیب‌دیده را بالا بیاورد و پس از بستن بازوبند دستگاه فشارسنج خون آن را به آرامی باد می‌کنند، در حالی که معاینه‌کننده اندام را ماساژ می‌دهد تا خون را از آن تخلیه کند. نشانهٔ هیلدرث در صورتی مثبت است که بیمار در حین باد شدن کاف متوجه تسکین درد یا حساسیت شود و هنگامی که باد بازوبند خالی می‌شود، دوباره درد ناگهانی در توده را تجربه کند.
یک مطالعه نشان داد که این آزمون دارای حساسیت ۹۲٪، ویژگی ۹۱٪، ارزش اخباری مثبت ۹۲٪ و ارزش اخباری منفی ۹۱٪ در تشخیص تومورهای گلوموس است.